# Bound by Lies
Bound by Lies (Brasil: Os Mistérios de Laura Cross / Portugal: Atraiçoado) é um filme norte-americano de 2005 dirigido para a televisão por Valerie Landsburg.
No elenco, Stephen Baldwin e Kristy Swanson.